# Lista de partidas de futebol válidas por dois torneios diferentes
Este artigo traz uma lista com partidas de futebol que foram válidas por dois torneios diferentes.

## Partidas
| #  | Data       | Partida                | Partida      | Partida               | Partida                                       | Torneios | Ref         |
| #  | Data       | Equipe 1               | Placar       | Equipe 2              | Local                                         | Torneios | Ref         |
| -- | ---------- | ---------------------- | ------------ | --------------------- | --------------------------------------------- | --- | ----------- |
| 01 | 14/03/1990 | Grêmio                 | 2 x 0        | Vasco da Gama         | Estádio Olímpico, Porto Alegre-RS             | - Jogo válido como a partida de ida da Supercopa do Brasil de 1990 - Jogo válido como a partida de ida da fase de grupos da Copa Libertadores da América de 1990     | [ 1 ] [ 2 ] |
| 02 | 18/04/1990 | Vasco da Gama          | 0 x 0        | Grêmio                | Estádio de São Januário, Rio de Janeiro-RJ    | - Jogo válido como a partida de volta da Supercopa do Brasil de 1990 - Jogo válido como a partida de volta da fase de grupos da Copa Libertadores da América de 1990 | [ 1 ] [ 2 ] |
| 03 | 26/09/1993 | São Paulo              | 0x0          | Cruzeiro              | Estádio do Morumbi, São Paulo-SP              | - Jogo válido como a 1ª partida da Recopa Sul-Americana de 1993 - Jogo válido pelo Campeonato Brasileiro de 1993                                                     | [ 3 ]       |
| 04 | 24/10/1995 | Cruzeiro               | 0x1          | São Paulo             | Estádio do Mineirão, Belo Horizonte-MG        | - Partida de ida das Quartas-de-final da Supercopa Libertadores 1995 - 1a partida da final da Copa de Ouro Nicolás Leoz de 1995                                      | [ 4 ]       |
| 05 | 01/11/1995 | São Paulo              | 0(1) x 1(4)  | Cruzeiro              | Estádio do Morumbi, São Paulo-SP              | - Partida de volta das Quartas-de-final da Supercopa Libertadores 1995 - 2a partida da final da Copa de Ouro Nicolás Leoz de 1995                                    | [ 4 ]       |
| 06 | 03/08/1999 | Cruzeiro               | 2 x 0        | River Plate           | Estádio do Mineirão, Belo Horizonte-MG        | - Partida de ida da Recopa Sul-Americana de 1998 - Partida válida pela 1ª fase da Copa Mercosul de 1999                                                              | [ 5 ]       |
| 07 | 23/11/1999 | River Plate            | 0 x 3        | Cruzeiro              | Monumental de Nuñez, Buenos Aires             | - Partida de volta da Recopa Sul-Americana de 1998 - Partida válida pela 1ª fase da Copa Mercosul de 1999                                                            | [ 5 ]       |
| 8  | 03/02/2016 | Esporte Clube São José | 0(2) x 0 (3) | Internacional         | Estádio Passo D'Areia, Porto Alegre-RS        | - Partida válida pela final da Recopa Gaúcha de 2016 - Partida valida pelo Campeonato Gaúcho de Futebol de 2016                                                      | [ 6 ]       |
| 9  | 06/03/2016 | Grêmio                 | 0 x 0        | Internacional         | Arena do Grêmio, Porto Alegre-RS              | - Partida válida pelo Campeonato Gaúcho de Futebol de 2016 - Partida válida pela 1a fase da Primeira Liga do Brasil de 2016                                          | [ 7 ]       |
| 10 | 03/02/2017 | Ypiranga de Erechim    | 1(3) x 1(4)  | Internacional         | Estádio Olímpico Colosso da Lagoa, Erechim-RS | - Partida válida pela final da Recopa Gaúcha de 2017 - Partida valida pelo Campeonato Gaúcho de Futebol de 2017                                                      | [ 6 ]       |
| 11 | 03/02/2018 | Esporte Clube São José | 2 x 1        | Novo Hamburgo         | Estádio Passo d'Areia, Porto Alegre-RS        | - Partida válida pela final da Recopa Gaúcha de 2018 - Partida valida pelo Campeonato Gaúcho de Futebol de 2018                                                      | [ 6 ]       |
| 12 | 03/02/2019 | Grêmio                 | 6 x 0        | Esporte Clube Avenida | Arena do Grêmio, Porto Alegre-RS              | - Partida válida pela final da Recopa Gaúcha de 2019 - Partida valida pelo Campeonato Gaúcho de Futebol de 2019                                                      | [ 6 ]       |